# Лінн (Міссурі)
Лінн (англ. Linn) — місто (англ. city) в США, в окрузі Осейдж штату Міссурі. Населення — 1350 осіб (2020).

## Географія
Лінн розташований за координатами 38°28′44″ пн. ш. 91°50′42″ зх. д. / 38.47889° пн. ш. 91.84500° зх. д. (38.478798, -91.844989).  За даними Бюро перепису населення США в 2010 році місто мало площу 3,02 км², уся площа — суходіл.

### Клімат
| Клімат : Лінн         | Клімат : Лінн | Клімат : Лінн | Клімат : Лінн | Клімат : Лінн | Клімат : Лінн | Клімат : Лінн | Клімат : Лінн | Клімат : Лінн | Клімат : Лінн | Клімат : Лінн | Клімат : Лінн | Клімат : Лінн | Клімат : Лінн |
| Показник              | Січ.          | Лют.          | Бер.          | Квіт.         | Трав.         | Черв.         | Лип.          | Серп.         | Вер.          | Жовт.         | Лист.         | Груд.         | Рік           |
| Середній максимум, °C | 4,4           | 7,2           | 13,9          | 20,0          | 24,4          | 28,9          | 31,7          | 31,1          | 26,7          | 21,1          | 13,3          | 6,7           | 20,6          |
| Середній мінімум, °C  | −7,2          | −5            | 0,0           | 6,1           | 11,1          | 16,1          | 18,3          | 17,2          | 12,8          | 8,9           | 1,1           | −4,4          | 6,1           |
| Норма опадів, мм      | 43            | 51            | 79            | 102           | 130           | 107           | 91            | 94            | 102           | 89            | 84            | 66            | 1036          |
| --------------------- | ------------- | ------------- | ------------- | ------------- | ------------- | ------------- | ------------- | ------------- | ------------- | ------------- | ------------- | ------------- | ------------- |
| Джерело: Weatherbase  |               |               |               |               |               |               |               |               |               |               |               |               |               |

## Демографія
Згідно з переписом 2010 року, у місті мешкало 1459 осіб у 629 домогосподарствах у складі 345 родин. Густота населення становила 483 особи/км².  Було 758 помешкань (251/км²).
Расовий склад населення:
| - 97,3 % — білих - 1,0 % — корінних американців - 0,4 % — чорних або афроамериканців - 0,3 % — азіатів - 0,1 % — вихідців з тихоокеанських островів |

До двох чи більше рас належало 0,8 %. Частка іспаномовних становила 1,0 % від усіх жителів.
За віковим діапазоном населення розподілялося таким чином: 27,6 % — особи молодші 18 років, 59,9 % — особи у віці 18—64 років, 12,5 % — особи у віці 65 років та старші. Медіана віку мешканця становила 30,0 року. На 100 осіб жіночої статі у місті припадало 104,9 чоловіків;  на 100 жінок у віці від 18 років та старших — 103,3 чоловіків також старших 18 років.
Середній дохід на одне домашнє господарство  становив 47 498 доларів США (медіана — 37 946), а середній дохід на одну сім'ю — 62 917 доларів (медіана — 53 750). Медіана доходів становила 37 750 доларів для чоловіків та 30 729 доларів для жінок. За межею бідності перебувало 14,4 % осіб, у тому числі 13,8 % дітей у віці до 18 років та 5,7 % осіб у віці 65 років та старших.
Цивільне працевлаштоване населення становило 736 осіб. Основні галузі зайнятості: освіта, охорона здоров'я та соціальна допомога — 23,0 %, виробництво — 17,0 %, публічна адміністрація — 11,7 %, роздрібна торгівля — 9,0 %.